# Klaus Endruweit
Klaus Endruweit (* 6. Dezember 1913 in Tilsit; † 3. September 1994 in Hildesheim) war ein deutscher Mediziner. Er war im Deutschen Reich im Rahmen der NS-Krankenmorde als Arzt in der NS-Tötungsanstalt Sonnenstein in Pirna tätig.

## Herkunft und Studium
Endruweit wurde im ostpreußischen Tilsit als Sohn eines Taubstummenlehrers geboren. Er besuchte die Vorschule und das Reformreal-Gymnasium in Tilsit, das er Ostern 1933 mit dem Abitur abschloss. Unmittelbar darauf leistete er ein halbes Jahr beim freiwilligen Arbeitsdienst in einem Dienstarbeitslager des „Stahlhelm“ ab. Anschließend war Endruweit für drei Wochen in einem Wehrertüchtigungslager der Hitler-Jugend (HJ) und trat in die SA ein.
In München nahm er im Herbst 1933 ein Medizinstudium auf. Hier trat er auch in den Nationalsozialistischen Deutschen Studentenbund ein und wohnte in einem Kameradschaftshaus dieser Organisation. Gemeinsam mit seinem Studienkollegen Aquilin Ullrich verpflichtete er sich nach zwei Semestern im Oktober 1934 zu einem einjährigen Dienst in der Reichswehr, den er in einem Panzeraufklärungsbataillon in Königsberg ableistete. Da er während dieser Zeit kein Mitglied einer politischen Organisation sein durfte, trat Endruweit vor Dienstantritt aus der SA aus, um nach Ende seines Militärjahres wieder einzutreten.
Endruweit studierte zunächst in Königsberg weiter, wechselte jedoch zum Wintersemester 1935/36 nach Würzburg. Ebenso wie Ullrich trat auch er aus der SA aus und wurde Fähnleinführer beim Deutschen Jungvolk in der HJ.
Im März 1937 ging Endruweit mit bestandenen Physikum nach Berlin, studierte hier die ersten beiden klinischen Semester weiter und war als Feldscher in der HJ aktiv. Er kehrte jedoch noch 1938 nach Würzburg zurück und nahm als Mitglied einer Würzburger Studentengruppe zusammen mit Aquilin Ullrich und Ewald Wortmann an einer von der Gaustudentenführung angeregten Studienreise nach Bessarabien teil. Ziel der zweimonatigen Studienreise in das deutschsprachige Dorf Teplitz, war die Beschreibung der Lage der Volksdeutschen und die Aufnahme ihres Gesundheitszustandes. Hierzu untersuchte Endruweit mit zwei Kollegen 656 Einwohner. Auf der Grundlage dieses Materials entwickelte er seine spätere Dissertation. Die von der Studentengruppe über ihre Reise verfasste Studienarbeit wurde beim Reichsberufswettkampf 1939 mit einem Preis ausgezeichnet.

## Im Zweiten Weltkrieg
Wie viele seiner Studienkollegen wurde auch Endruweit am 1. November 1939 notapprobiert und als Arzt der Wehrmacht in einem Würzburger Feldlazarett und dann in einem Infanteriebataillon im Frankreichfeldzug eingesetzt. Für seine Leistungen in der Schlacht an der Aisne erhielt er das EK II.

## In der Tötungsanstalt Sonnenstein
Sein Studienkollege aus Würzburg, Aquilin Ullrich, zwischenzeitlich als Arzt am nationalsozialistischen „Euthanasie“-Programm (im Nachkriegssprachgebrauch als „Aktion T4“ bezeichnet) beteiligt und in der NS-Tötungsanstalt Brandenburg tätig, empfahl Endruweit dem ärztlichen Leiter des organisierten Krankenmordes, Werner Heyde, für eine Mitarbeit bei der T4-Organisation. Endruweit, der im September 1940 zum Assistenzarzt befördert worden war und im Gegensatz zu seinen ehemaligen Studienkollegen nicht Mitglied der NSDAP wurde, erklärte sich hierzu bereit und wurde als „u.k.“ (unabkömmlich) ab 22. November 1940 in der Tötungsanstalt Sonnenstein in Pirna unter deren Leiter Horst Schumann eingesetzt.
Nach dem Krieg schilderte Endruweit seinen Besuch in der mit der Organisation des „Euthanasie“-Programm beauftragten Kanzlei des Führers (KdF):

„M[eines] W[issens] wurde ich bei meiner Vorstellung in der ‚KdF‘ gleich an die Anstalt Sonnenschein zu Dr. Schumann verwiesen. […] Bevor ich jedenfalls nach Sonnenstein fuhr, wurde ich in Berlin davon unterrichtet, dass die Tätigkeit, die ich jetzt ausüben sollte, eine Geheime Reichssache sei und dass ich über meine Tätigkeit Stillschweigen zu wahren hätte.“

In der Vergasungsanstalt Sonnenstein wurde Endruweit wegen der Abwesenheit des Leiters Horst Schumann von Kurt Borm über den Zweck der Anstalt unterrichtet. In seine konkreten Aufgaben führte ihn Schumann selbst ein. Endruweit äußerte später, dass er zwar aus ärztlichen und moralischen Gründen seine Tätigkeit nicht gutheißen konnte, an der Rechtmäßigkeit der gesamten Aktion habe für ihn jedoch kein Zweifel bestanden. In seinem Prozess nach dem Krieg bestritt er, jemals eine Vergasung durchgeführt oder Sektionen vorgenommen zu haben. Für das Schwurgericht des Landgerichts Frankfurt am Main stellte sich jedoch die Tätigkeit Endruweits wie folgt dar:

„Der Angeklagte Dr. Endruweit war sich bei seiner Tätigkeit darüber im klaren, dass durch die Vorstellung bei den Ärzten den Kranken eine Untersuchung vorgetäuscht werden sollte. Diesem Zweck dienten – wie dem Angeklagten Endruweit auch bewusst war – die in Sonnenstein wie in Brandenburg und Bernburg gestellten Testfragen, auf die die Kranken ebenso wie in den anderen Anstalten reagierten. Nach der Vorstellung bei den Ärzten wurden die Kranken in den Keller geführt, wo sich der Tötungsraum und der Verbrennungsraum befanden. Der Angeklagten Dr. Endruweit war jedoch niemals bei der Tötung zugegen und hat auch niemals den Gashahn bedient. Er hat auch keine Todesursachen ausgewählt. Seine Aufgabe nach der Tötung bestand lediglich darin, von einer Sekretärin vorbereitete ‚Trostbriefe‘ zu unterzeichnen. Obwohl er zu dieser Zeit noch nicht promoviert hatte, bediente er sich dabei des Decknamens ‚Dr. Bader‘.“

Völlig gegensätzliche Aussagen hierzu hat Endruweits damaliger Vorgesetzter Schumann als Zeuge in verschiedenen Verfahren zu Protokoll gegeben:

„Wenn Dr. Endruweit bestreitet, je das Ärztezimmer betreten zu haben und behauptet, niemals durch das Fensterchen in den Vergasungsraum geschaut zu haben, so stimmt dies nicht. Alle Ärzte einschließlich Dr. Endruweit wurden von mir eingewiesen – und zwar bis in die letzten Einzelheiten – denn schließlich mussten sie mich ja vertreten, wenn ich von Sonnenstein abwesend war. Zu der Einweisung gehörte insbesondere das Einlassen des Gases und das Beobachten der Kranken durch das Fenster. Ich verstehe nicht wie Dr. Endruweit das bestreiten kann.“

„Über die Aufgaben der Ärzte habe ich bereits in meinen früheren Vernehmungen Angaben gemacht. In diesem Zusammenhang möchte ich nochmals betonen, dass auf Befehl von Brack und Heyde nur die Ärzte die Gaszufuhr bedienen durften. Wenn während meiner häufigen Abwesenheit Transporte anfielen, so mussten die mir unterstellten Ärzte an meiner Stelle das Gas bedienen. In Sonnenstein waren es Dr. Borm und Dr. Endruweit. Da Dr. Endruweit noch sehr jung und weich war, haben wir ihn weitgehend geschont, so dass ich mir vorstellen könnte, dass während meiner Abwesenheit vorwiegend Dr. Borm das Gas bedient hat.“

Für die Fertigung seiner Dissertation ließ sich Endruweit von Mai bis Juli 1941 nach Würzburg beurlauben. Im August 1941 legte er dort am Rassenbiologischen Institut, das dem Rassenpolitischen Amt der NSDAP unterstellt war, bei dessen stellvertretenden Leiter, Friedrich Keiter, seine medizinische Dissertation zum Thema „Teplitz. Gesundheitliche Untersuchungen in einem deutschen Dorfe Bessarabiens im Rahmen einer Reichsberufswettkampfarbeit“ vor und promovierte zum Dr. med.
Nach dem Stopp der „Aktion T4“ am 24. August 1941 kehrte er nach Sonnenstein zurück. Am 28. November 1941 nahm er an der Tagung über den künftigen Einsatz des T4-Personals in Pirna teil. Er wurde als Stabsarzt im November 1941 der Organisation Todt zugewiesen und in der Nähe Breslaus verwendet. Bei einem Einsatz in Frankreich traf er Heinrich Bunke, den er aus dessen Zeit als Vergasungsarzt in der NS-Tötungsanstalt Bernburg kannte.

## Nach dem Krieg
Am Ende des Krieges noch an der Ostfront eingesetzt, geriet Endruweit in amerikanische Gefangenschaft, aus der er jedoch alsbald wieder entlassen wurde. Im Juni 1945 konnte er in Hildesheim beim Städtischen Krankenhaus gegen freie Wohnung und Verpflegung unterkommen. Am 1. Juli 1946 eröffnete er eine Arztpraxis in Bettrum im Landkreis Hildesheim. Gleichzeitig war er ab 1956 Vorstandsmitglied der Kassenärztlichen Vereinigung sowie von 1956 bis 1957 und 1962 bis 1965 der Ärztekammer Niedersachsens in Hildesheim. Dort konnte er bis zu seiner Verhaftung am 20. Juni 1962 unbehelligt praktizieren. Noch am gleichen Tage erhielt er Haftverschonung gegen die Auflage, sich einmal wöchentlich bei der Polizei zu melden. So konnte er weiterhin praktizieren.

## Prozess
Die Generalstaatsanwaltschaft Frankfurt am Main klagte Endruweit zusammen mit den drei weiteren T4-Ärzten Borm, Bunke und Ullrich am 15. Januar 1965 an „heimtückisch, grausam, aus niederen Beweggründen, vorsätzlich und mit Überlegung jeweils mehrere Tausend Menschen getötet zu haben“. Der Prozess der Hauptverhandlung vor dem Schwurgericht des Landgerichts Frankfurt am Main wurde auf den 3. Oktober 1966 festgesetzt. Noch vor Prozessbeginn ordnete der Regierungspräsident in Hildesheim am 16. September 1966 das Ruhen von Endruweits Bestallung als Arzt an. Ähnlich wie bei seinem Mitangeklagten löste diese Entscheidung eine Welle von Solidaritäts- und Sympathiebekundungen aus Kreisen seiner Ärztekollegen, Verbänden und verschiedenen Bürgermeistern aus.
Im sogenannten ersten Ärzteprozess fiel am 23. Mai 1967 das Urteil:

„Die im Rahmen der Aktion ‚T4‘ durchgeführten Massentötungen … erfüllen den Tatbestand des Mordes im Sinne des § 211 StGB in der zur Tatzeit geltenden und in der heute gültigen Fassung. Jedes menschliche Leben, auch das der Geisteskranken, genießt bis zu seinem Erlöschen den Schutz des § 211 StGB […] kein Kulturvolk [hat] jemals eine derartige Aktion durchgeführt.“

Für Endruweit wurde die Beihilfe zur Ermordung von mindestens 2.250 Geisteskranken festgestellt. Er wurde jedoch wie alle anderen Mitangeklagten wegen des fehlenden „Bewusstseins der Rechtswidrigkeit“ (unvermeidbarer Verbotsirrtum) für sein Tun freigesprochen.

„Die Angeklagten sind davon ausgegangen, dass sie nur bei der Tötung von Geisteskranken‚ ohne natürlichen Lebenswillen‘ mitwirkten und dass deren Tötung erlaubt war. Da hiermit die Schuld entfällt, waren die Angeklagten freizusprechen.“

Am 7. August 1970 hob der Bundesgerichtshof das Urteil wegen sachlicher Widersprüche auf. Der neue Prozess begann am 16. Dezember 1971. Schon am 6. Februar 1972 legte Endruweit eine Bescheinigung vor, dass er einen Herzinfarkt erlitten habe. Als vorläufig verhandlungsunfähig schied Endruweit, wie schon seine Mitangeklagten Bunke und Ullrich, aus dem Verfahren aus. Lediglich gegen Kurt Borm wurde das Verfahren fortgesetzt.
Trotz seiner Verhandlungsunfähigkeit und der seit 1978 unanfechtbaren Ruhensanordnung seiner ärztlichen Bestallung konnte Endruweit illegal weiterhin seine Arztpraxis unbehelligt weiterführen. Erst auf Weisung der Bezirksregierung wurde die Praxis am 1. März 1984 geschlossen.
Im Februar 1984 war auf die wöchentliche Polizeimeldung durch die Hinterlegung einer Sicherheitsleistung in Höhe von ½ Million DM verzichtet worden.
Ab dem 29. Januar 1986 wurde wieder vor dem Landgericht Frankfurt am Main gegen Endruweit, Bunke und Ullrich verhandelt. Gleich am ersten Verhandlungstag ließ sich Endruweit aus Krankheitsgründen von der Teilnahme entschuldigen. 1990 wurde das Verfahren gegen ihn schließlich wegen dauerhafter Verhandlungsunfähigkeit endgültig eingestellt.
Endruweit sah sich zu keiner Zeit als Straftäter. In einer Aussage am 1. Juli 1963 erklärte er:

„Unter Berücksichtigung meiner Erziehung, meines obrigkeitsstaatlichen Denkens, der allgemeinen Zeitbetrachtung, bin ich damals nicht auf die Idee gekommen, dass eine staatliche Stelle etwas anordnen und durchführen könne, was nicht rechtens sei.“

Klaus Endruweit ist am 3. September 1994 in Hildesheim verstorben.

## Ehrung
Die Bezirksstelle Hildesheim der Kassenärztlichen Vereinigung Niedersachsen und der Ärztekammer Niedersachsen veröffentlichte am 7. September 1994 in der Hildesheimer Allgemeinen Zeitung einen Nachruf. Darin heißt es: 

„Wir werden seiner ehrend gedenken.“